# Oeceoclades longebracteata
Oeceoclades longebracteata är en orkidéart som beskrevs av Jean Marie Bosser och Philippe Morat. Oeceoclades longebracteata ingår i släktet Oeceoclades och familjen orkidéer. Inga underarter finns listade i Catalogue of Life.